# Joseph Forte (basketballer)
Joseph Xavier Forte (Atlanta, 23 maart 1981) is een Amerikaans voormalig basketballer.

## Carrière
Forte speelde collegebasketbal voor de North Carolina Tar Heels van 1999 tot 2001. Hij werd als 21e gekozen in de NBA draft in 2001 door de Boston Celtics. Na een seizoen voor de Celtics werd hij geruild naar de Seattle SuperSonics samen met Kenny Anderson en Vitali Potapenko voor Vin Baker en Shammond Williams. Na een seizoen bij de SuperSonics werd daar zijn contract ontbonden.
In december 2004 tekende hij bij de Asheville Altitude en werd er kampioen met de ploeg. In november 2005 tekende hij bij het Griekse Apollon Patras BC. Voor het seizoen 2006/07 tekende hij bij het Italiaanse Mens Sana Basket Siena waarmee hij kampioen van Italië werd. Hij startte het seizoen 2007/08 bij het Russische BK UNICS Kazan maar verhuisde in januari 2008 naar het Italiaanse Fortitudo Bologna. In december 2008 tekende hij bij Amici Udinese waar hij de rest van het seizoen speelde.
In januari 2010 tekende hij bij het Italiaanse Pallacanestro Pavia en speelde er voor de rest van het seizoen. In augustus 2010 tekende hij bij Pistoia Basket 2000. Hij speelde in de voorbereidingen van het seizoen 2011/12 voor het Italiaanse Mens Sana Basket Siena waarna hij nog kort speelde voor Ironi Ashkelon uit Israël. In januari 2012 ging hij spelen in de Iraanse competitie voor Petrochimi Bandar Imam. In 2015 speelde hij nog voor Maccabi Tel Aviv BC.

## Privéleven
Ook zijn broer Jason Forte was een basketballer.

## Erelijst
- NBDL-kampioen: 2005
- Italiaans landskampioen: 2007
- Nummer 40 teruggetrokken door de North Carolina Tar Heels

## Statistieken

### Regulier seizoen
| Seizoen  | Team                | WG | WS | MPW | 2P%  | 3P% | FW%   | RPW | APW | SPW | BPW | PPW |
| -------- | ------------------- | -- | -- | --- | ---- | --- | ----- | --- | --- | --- | --- | --- |
| 2001/02  | Boston Celtics      | 8  | 0  | 4,9 | 11,1 | 0,0 | 100,0 | 0,8 | 0,8 | 0,3 | 0,0 | 0,8 |
| 2002/03  | Seattle SuperSonics | 17 | 0  | 5,1 | 31,3 | 0,0 | 66,7  | 0,6 | 0,6 | 0,2 | 0,0 | 1,4 |
| Carrière | Carrière            | 25 | 0  | 5,0 | 26,8 | 0,0 | 80,0  | 0,7 | 0,7 | 0,2 | 0,0 | 1,2 |